# Sapphire (Autorin)

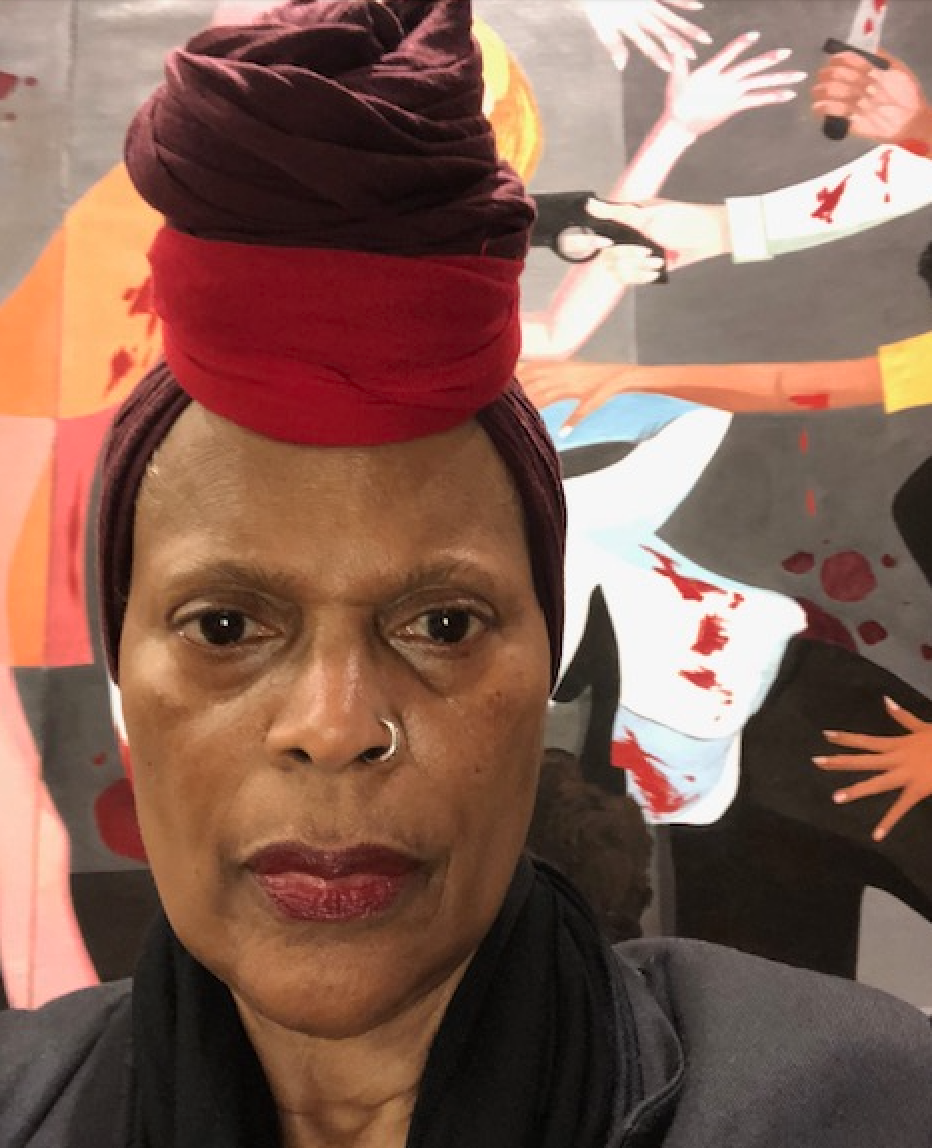
Sapphire (2021)

Sapphire, eigentlich Ramona Lofton (* 4. August 1950 in Fort Ord, Kalifornien), ist eine US-amerikanische Schriftstellerin und Performancedichterin.

## Leben
Sapphire wurde als eines von vier Kindern eines Soldatenehepaares geboren. Sie verbrachte ihre ersten zwölf Lebensjahre auf Militärstützpunkten in Kalifornien und Texas, bevor ihre Eltern sich trennten und ihre Mutter „sie irgendwie verließ (‘kind of abandoning them’)“, als Sapphire 13 war. Sapphire lebte als Jugendliche unter anderem in South Philadelphia und San Francisco. Nach ihrer Hippiezeit ging sie in den 1970er Jahren nach New York City und machte ihren Studienabschluss mit Schwerpunkt Tanz am City College of New York. Sapphire lebte von 1983 bis 1993 in Harlem und unterrichtete unter anderem Kinder und Erwachsene im Lesen und Schreiben. Sie studierte am Brooklyn College, wo sie ein Autoren-Stipendium erhielt und 1994 das MacArthur-Foundation-Stipendium für Poesie gewann.
Sapphire brachte ihren ersten Gedichtband Meditations on the Rainbow im Jahre 1987 selbst heraus, es wäre also falsch, American Dreams aus dem Jahr 1994 als ihr literarisches Debüt zu bezeichnen. American Dreams erlangte Bekanntheit, als der konservative Senator Jesse Helms einige Zeilen aus dem Gedicht Wild Thing im Senat vorlas und als Argument gegen die Nationale Agentur zur Unterstützung der Künste (NEA) benutzte.
Sapphires erster Roman Push erschien im Jahre 1996 in einer Auflage von 150.000 Stück und wurde mehrfach ausgezeichnet. Der Roman verarbeitet u. a. ihre Erfahrungen als Lehrerin und auch die Tatsache, dass sie eigenen Angaben zufolge im Alter von acht Jahren von ihrem Vater, einem Unteroffizier der US-Army, vergewaltigt wurde, wird von Sapphire aber ausdrücklich als nicht autobiografisch bezeichnet.
Im Jahr 2009 wurde der Roman unter dem Namen Precious verfilmt, um Verwechslungen mit dem Science-Fiction-Thriller Push zu vermeiden.
Sapphire lebt und arbeitet in New York City. Sie bezeichnet sich als bisexuell.

## Werk
- 1987: Meditations on the Rainbow (Gedichte)
- 1994: American Dreams (Gedichte)
- 1996: Push (Roman)
- 1999: Black Wings & Blind Angels (Gedichte)
- 2011: The Kid (Roman)

## Auszeichnungen (Auswahl)
- 1996: Stephen Crane Award for First Fiction für Push
- 1996: Black Caucus of The American Library Association's First Novelist Award für Push
- 1996: The Mind Book of the Year Award für Push
- 2019: Aufnahme in die Anthologie New Daughters of Africa von Margaret Busby